# В капан
„В капан“ (на английски: Trapped) е криминален трилър от 2002 г. на режисьора Луис Мандоки, базиран на едноименния роман от Грег Айлс, който съшо е сценарист на филма. Във филма участват Шарлиз Терон, Кортни Лав, Стюарт Таунсенд, Кевин Бейкън, Дакота Фанинг и Прюит Тейлър Винс.
Заснет в Британска Колумбия в лятото на 2001 г., филмът е пуснат по кината от „Кълъмбия Пикчърс“ на 20 септември 2002 г.